# Чайка, Андроник Архипович
Андроник Архипович Чайка (17 мая 1881 года, с. Ручки, Полтавская губерния, Российская империя — 19 июля 1968 года) — советский хирург-уролог, генерал-майор медицинской службы, заслуженный деятель науки УССР (1947), доктор медицины (1914), профессор, заведующий кафедрой урологии Киевского медицинского института (1929—1941, 1945—1961).

## Биография
Родился в 1881 году в селе Ручки (ныне Гадячского района Полтавской области) в крестьянской семье.
После окончания в 1902 году школы и Полтавского фельдшерского училища поступил на службу младшим фельдшером в Кременчугский лазарет. В 1906 году был уволен в запас в связи с поступлением в Императорскую военно-медицинскую академию (ныне Военно-медицинская академия имени С. М. Кирова). В 1911 году окончил академию и был оставлен адъюнктом на кафедре госпитальной хирургии, возглавляемой С. П. Федоровым. В 1914 году защитил докторскую диссертацию «К технике нефротомии. Экспериментально-клиническое исследование».
В связи с началом Первой мировой войны был мобилизован и направлен в штаб 41-й пехотной дивизии, которая дислоцировалась в г. Казань. Здесь работал помощником дивизионного врача в дивизионном лазарете. 2 сентября 1914 года со своей дивизией был направлен на фронт. В 1914—1917 годах работал в полевых госпиталях, был главным хирургом Юго-Западного фронта.
За свою работу 2 декабря 1914 года приказом по 4-й армии был награжден орденом Святого Станислава 3-й степени с мечами, 18 апреля 1915 приказом по 4-й армии к ордену был присоединен бант. При выполнении своих обязанностей под огнем врага был награжден орденом Святой Анны 3-й степени (18 апреля 1915 г.), приказом от 12 июня 1916 по 4-й армии был награжден орденом святого Станислава 2-й степени, 22 октября 1916 года «за отличное исполнение обязанностей службы под огнем неприятеля» награжден орденом святой Анны 2-й степени с мечами. К этому времени А. А. Чайка уже был в чине коллежского асессора. 8 ноября 1916 года его повысили в должности. Приказом начальника санитарной части А. А. Чайка был назначен Главным врачом 183-го полевого запасного госпиталя.
После нескольких переводов Чайка, 11 апреля 1918 года приказом по военно-санитарной части был назначен на должность заведующего отделом Клинического военного госпиталя в г. Киеве.
После прочтения Чайкой в 1922 году в Киевском медицинском институте пробной лекции «О методах свободной пластики при больших травматического дефектах уретры» он был оставлен в должности доцента кафедры факультетской хирургии, которую возглавлял профессор А. П. Крымов. Читал лекции в институте до 1929 года.
С 1929 года руководил кафедрой урологии в Киевском институте усовершенствования врачей. Учебной базой кафедры был урологический отдел Киевского военного госпиталя. С началом Второй мировой войны Чайка руководил всей хирургической работой госпиталя. Потом был эвакуирован в Томск, где возглавлял одно из самых тяжелых отделений в госпитале — для раненых в грудную и брюшную полость.
По возвращении в 1944 году в Киев Чайка был назначен главным хирургом Киевского окружного военного госпиталя (ныне Главный военный клинический госпиталь Министерства обороны Украины). На действительной военной службе в госпитале находился до 1949 года. Ушел в отставку в звании генерал-майора медицинской службы. Одновременно он, с 1946 по 1961 год, заведовал кафедрой урологии Киевского медицинского института. В 1953 году уволился из рядов Советской Армии и был назначен главным урологом Минздрава УССР. В 80-летнем возрасте ушел на заслуженный отдых.
Учениками Чайки были академик А. Ф. Возианов, профессора А. В. Проскура Б. Л. Полонский, Ю. Г. Единственный.
Скончался 19 июля 1968 года. Похоронен в Киеве на Байковом кладбище. На его могиле в 1970 году был установлен памятник скульптора К. А. Кузнецова.

## Научная работа
Автор около 150 научных работ. Область научных интересов: болезни почек и других органов мочевыделительной системы, проблемы гнойной хирургии.
Разработал оригинальную технику нефротомии и восстановление мочеиспускательного канала при его облитерации. Один из основателей урологической школы в Украине.
- К технике нефротомии, Экспериментально-клиническое исследование. — СПб., 1914;
- Повреждения и заболевания мочеточников: Руководство практ. хир. Т. 7 / под ред. С. С. Гирголава и др. — М.—Л., 1931. — С. 177;
- Оперативное лечение заболеваний простаты // Оперативная урология / под ред. С. П. Федорова и Р. М. Фронштейна. — М.—Л., 1934. — С. 303;
- Оперативное лечение заболеваний семенных пузырьков, там же, с. 321.

## Награды
- Орден Ленина
- Два ордена Красного Знамени
- Орден Красной Звезды
- Медали